# Bandera de Flandes Occidental
La bandera de Flandes Occidental fou aprovada el 27 de maig de 1997 pel Ministeri de Cultura, Família i Benestar de Flandes. Està formada per 12 raigs, 6 de color groc i 6 de color blau, amb un escut totalment vermell al centre. De proporcions 2:3.